# Grenant-lès-Sombernon
Grenant-lès-Sombernon (bis 2005 Grenand-lès-Sombernon) ist eine französische Gemeinde mit 216 Einwohnern (Stand 1. Januar 2022) im Département Côte-d’Or in der Region Bourgogne-Franche-Comté. Sie gehört zum Arrondissement Dijon und zum Kanton Talant. Grenant-lès-Sombernon wird umgeben von Sombernon im Norden, von Gissey-sur-Ouche im Osten und von Montoillot im Westen.

## Bevölkerungsentwicklung
| Jahr                       | 1962 | 1968 | 1975 | 1982 | 1990 | 1999 | 2008 | 2012 | 2019 |
| Einwohner                  | 98   | 110  | 87   | 109  | 121  | 138  | 194  | 204  | 210  |
| Quellen: Cassini und INSEE |      |      |      |      |      |      |      |      |      |